# Jerry Lee Keeps Rockin'
Jerry Lee Keeps Rockin' är den amerikanska sångaren och pianisten Jerry Lee Lewis 34:e studioalbum, utgivet den 3 oktober 1978. Albumet var det sista som gavs ut på skivbolaget Mercury, då Lewis bytte till Elektra 1979.

## Låtlista
| Nr           | Titel                                  | Text                             | Längd |
| ------------ | -------------------------------------- | -------------------------------- | ----- |
| 1.           | "I'll Find It Where I Can"             | Michael Clark, Zack Van Arsdale  | 2:44  |
| 2.           | "Don't Let the Stars Get in Your Eyes" | Winston L. Moore                 | 1:58  |
| 3.           | "Sweet Little Sixteen"                 | Chuck Berry                      | 3:12  |
| 4.           | "Last Cheaters Waltz"                  | Sonny Throckmorton               | 3:11  |
| 5.           | "Wild and Wooly Ways"                  | Bob Morrison, Alan Rush          | 2:10  |
| 6.           | "Blue Suede Shoes"                     | Carl Perkins                     | 2:45  |
| 7.           | "I Hate You"                           | Leroy Daniels, Dan Penn          | 2:12  |
| 8.           | "Arkansas Seesaw"                      | Michael Bacon, Thomas Cain       | 2:34  |
| 9.           | "Lucille"                              | Albert Collins, Richard Penniman | 3:12  |
| 10.          | "Pee Wee's Place"                      | Duke Faglier                     | 3:25  |
| 11.          | "Before the Night Is Over"             | Ben Peters                       | 3:03  |
| Total längd: | Total längd:                           | Total längd:                     | 31:13 |